# Скаковци
Скаковци (словен. Skakovci, мађ. Szécsényfa) је насељено место у општини Цанкова, Помурска регија, Словенија.

## Историја
До територијалне реорганизације у Словенији били су у саставу старе општине Мурска Собота.

## Становништво
У попису становништва из 2011. године, Скаковци су имали 207 становника.
| Број становника према пописима | Број становника према пописима | Број становника према пописима |
| ------------------------------ | ------------------------------ | ------------------------------ |
| 1991                           | 2002                           | 2011                           |
| 259                            | 217                            | 207                            |